# Hexathele ramsayi
Hexathele ramsayi är en spindelart som beskrevs av Forster 1968. Hexathele ramsayi ingår i släktet Hexathele och familjen Hexathelidae. Inga underarter finns listade i Catalogue of Life.